# Юхмачинское сельское поселение
Юхмачинское се́льское поселе́ние (тат. Юхмачы авыл җирлеге) — муниципальное образование в Алькеевском районе Республики Татарстан.
Административный центр — село Юхмачи.

## География
Расположено на юге района. Граничит с Шибашинским, Нижнекачеевским, Чувашско-Бродским, Аппаковским сельскими поселениями, Спасским, Нурлатским районами и Ульяновской областью.
Основные реки: Юхмачка и Малый Черемшан (имеет статус памятника природы регионального значения).
По территории проходит автодорога 16К-0191 «Алексеевское — Базарные Матаки — Высокий Колок» (часть маршрута Казань — Самара), от неё отходит тупиковая дорога 16К-0273 «Юхмачи — Татарские Шибаши» и подъезды к с. Нижнее Альмурзино и Верхнее Альмурзино.

## История
Статус и границы сельского поселения установлены Законом Республики Татарстан от 31 января 2005 г. № 10-ЗРТ «Об установлении границ территорий и статусе муниципального образования „Алькеевский муниципальный район“ и муниципальных образований в его составе».

## Население
| 2010  | 2011  | 2012  | 2013  | 2014  | 2015  | 2016  |
| ----- | ----- | ----- | ----- | ----- | ----- | ----- |
| 1422  | ↘1417 | ↗1419 | ↘1407 | ↘1375 | ↗1401 | ↘1377 |
| 2017  | 2018  |       |       |       |       |       |
| ↘1367 | ↘1360 |       |       |       |       |       |

## Состав сельского поселения
| № | Населённый пункт   | Тип населённого пункта       | Население (2010) |
| - | ------------------ | ---------------------------- | ---------------- |
| 1 | Верхнее Альмурзино | село                         | 374              |
| 2 | Нижнее Альмурзино  | село                         | 277              |
| 3 | Юхмачи             | село, административный центр | 771              |